# Abessinsk ræv
Abessinsk ræv (Canis simensis), også kaldet caberu eller etiopisk ulv, er et rovdyr i hundefamilien. Den når en længde på 1 meter med en hale på 33 cm og vejer 15-18 kg. Abessinsk ræv lever i Etiopiens højland, hvor den er totalfredet, men det er svært at følge op på i praksis. Den regnes i dag som verdens mest truede medlem af hundefamilien. Der formodes blot at være omkring tre bestande tilbage, bestående af mindre end 500 individer, og arten er truet. 